# Tour der neuseeländischen Rugby-Union-Nationalmannschaft nach Kanada und Europa 1989
| Tour der All Blacks nach Kanada und Europa 1989 | Tour der All Blacks nach Kanada und Europa 1989 | Tour der All Blacks nach Kanada und Europa 1989 | Tour der All Blacks nach Kanada und Europa 1989 | Tour der All Blacks nach Kanada und Europa 1989 |
| Übersicht                                       | S                                               | G                                               | U                                               | N                                               |
| ----------------------------------------------- | ----------------------------------------------- | ----------------------------------------------- | ----------------------------------------------- | ----------------------------------------------- |
| Test Matches                                    | 02                                              | 02                                              | 0                                               | 0                                               |
| Sonstige Spiele                                 | 12                                              | 12                                              | 0                                               | 0                                               |
| Gesamt                                          | 14                                              | 14                                              | 0                                               | 0                                               |
|                                                 |                                                 |                                                 |                                                 |                                                 |
| Irland                                          | 01                                              | 01                                              | 0                                               | 0                                               |
| Wales                                           | 01                                              | 01                                              | 0                                               | 0                                               |

Die Tour der neuseeländischen Rugby-Union-Nationalmannschaft nach Kanada und Europa 1989 umfasste eine Reihe von Freundschaftsspielen der All Blacks, der Nationalmannschaft Neuseelands in der Sportart Rugby Union. Das Team reiste im Oktober und November 1989 durch Kanada, Wales und Irland, wobei es 14 Spiele bestritt. Dazu gehörten zwei Test Matches gegen die walisische und die irische Nationalmannschaft. Den Abschluss bildete ein Spiel in London gegen die Barbarians. Die All Blacks blieben während dieser Tour unbesiegt.

## Spielplan
- Hintergrundfarbe grün = Sieg

(Test Matches sind grau unterlegt; Ergebnisse aus der Sicht Neuseelands)
| #  | Datum             | Gegner                       | Ort       | Stadion              | Ergebnis |
| -- | ----------------- | ---------------------------- | --------- | -------------------- | -------- |
| 01 | 08. Oktober 1989  | British Columbia Rugby Union | Burnaby   | Swangard Stadium     | 48:3     |
| 02 | 14. Oktober 1989  | Cardiff RFC                  | Cardiff   | Cardiff Arms Park    | 25:15    |
| 03 | 18. Oktober 1989  | Pontypool RFC                | Pontypool | Pontypool Park       | 47:6     |
| 04 | 21. Oktober 1989  | Swansea RFC                  | Swansea   | St Helen’s           | 37:22    |
| 05 | 25. Oktober 1989  | Neath RFC                    | Neath     | The Gnoll            | 26:15    |
| 06 | 28. Oktober 1989  | Llanelli RFC                 | Llanelli  | Stradey Park         | 11:0     |
| 07 | 31. Oktober 1989  | Newport RFC                  | Newport   | Rodney Parade        | 54:9     |
| 08 | 04. November 1989 | Wales                        | Cardiff   | Cardiff Arms Park    | 34:9     |
| 09 | 08. November 1989 | Leinster Rugby               | Dublin    | Lansdowne Road       | 36:9     |
| 10 | 11. November 1989 | Munster Rugby                | Cork      | Musgrave Park        | 31:9     |
| 11 | 14. November 1989 | Connacht Rugby               | Galway    | Galway Sportsgrounds | 40:6     |
| 12 | 18. November 1989 | Irland                       | Dublin    | Lansdowne Road       | 23:6     |
| 13 | 21. November 1989 | Ulster Rugby                 | Belfast   | Ravenhill Stadium    | 21:3     |
| 14 | 25. November 1989 | Barbarians                   | London    | Twickenham Stadium   | 21:10    |

## Test Matches
| 4. November 1989 | Wales                 | 9 : 34         | Neuseeland                                                                 | Cardiff Arms Park, Cardiff Zuschauer: 55.000 Schiedsrichter: Alexander MacNeill (Australien) |
| 4. November 1989 | Straftritte: Thorburn | (6:12) Bericht | Versuche: Bachop Innes (2) Wright Erhöhungen: Fox (3) Straftritte: Fox (4) | Cardiff Arms Park, Cardiff Zuschauer: 55.000 Schiedsrichter: Alexander MacNeill (Australien) |

Aufstellungen:
- Wales: Tony Clement, Phil Davies, David Evans, Mike Griffiths, Mike Hall, Arthur Jones, Gary Jones, Mark Jones, Robert Jones , Gareth Llewellyn, Kevin Phillips, Phillip Pugh, Mark Ring, Paul Thorburn, Dai Young
- Neuseeland: Graeme Bachop, Mike Brewer, Andy Earl, Sean Fitzpatrick, Grant Fox, John Gallagher, Craig Innes, Richard Loe, Steve McDowall, Murray Pierce, John Schuster, Wayne Shelford , Joe Stanley, Gary Whetton, Terry Wright

| 18. November 1989 | Irland                   | 6 : 23         | Neuseeland                                                               | Lansdowne Road, Dublin Zuschauer: 55.000 Schiedsrichter: Alexander MacNeill (Australien) |
| 18. November 1989 | Erhöhungen: B. Smith (2) | (6:13) Bericht | Versuche: Gallagher Shelford Wright Erhöhungen: Fox Straftritte: Fox (3) | Lansdowne Road, Dublin Zuschauer: 55.000 Schiedsrichter: Alexander MacNeill (Australien) |

Aufstellungen:
- Irland: Fergus Aherne, Willie Anderson , Keith Crossan, Noel Mannion, Kenneth Hooks, David Irwin, Donal Lenihan, Philip Matthews, J. J. McCoy, Brendan Mullin, Patrick O’Hara, Nick Popplewell, Philip Rainey, Brian Smith, Steve Smith 
 Auswechselspieler: Phil Danaher, Desmond Fitzgerald
- Neuseeland: Graeme Bachop, Mike Brewer, Andy Earl, Sean Fitzpatrick, Grant Fox, John Gallagher, Craig Innes, Richard Loe, Steve McDowall, Murray Pierce, John Schuster, Wayne Shelford , Joe Stanley, Gary Whetton, Terry Wright